# Rho1 Arae
Rho1 Arae (ρ1 Arae, förkortat Rho1 Ara, ρ1 Ara)  är en dubbelstjärna belägen i den mellersta delen av stjärnbilden Altaret. Den har en skenbar magnitud på 6,28, är mycket svagt synlig för blotta ögat där ljusföroreningar ej förekommer och en av de svagaste stjärnorna med Bayerbeteckning. Baserat på parallaxmätning inom Hipparcosuppdraget på ca 5,1 mas, beräknas den befinna sig på ett avstånd på ca 640 ljusår (ca 200 parsek) från solen.

## Egenskaper
Primärstjärnan Rho1 Arae A är en blå till vit i huvudserien av spektralklass B3 Vnpe , där e-suffixet anger förekomst av emissionslinjer i spektret, vilket pekar på att detta är en Be-stjärna med framträdande och variabla emissionslinjer. Den har en beräknad massa som är ca 6,3 gånger större än solens massa, en radie som är ca 3,6 gånger större än solens och utsänder från dess fotosfär ca 1 400 gånger mera energi än solen vid en effektiv temperatur av ca 19 800 K.
Rho11 Arae är en spektroskopisk dubbelstjärna med en omkretsande följeslagare som anges av skiften i spektret. Men eftersom den primärstjärnan roterar snabbt med en projicerad rotationshastighet av 370 ± 10 km/s är det svårt att erhålla pålitliga omloppsdata. Omloppsperioden har uppskattats till 0,439 dygn. Rho1 Arae har en egenrörelse på 27,4 ± 4,9 km/s i förhållande till sina grannar, vilket gör det till ett flyktstjärna.